# Massillon, Ohio
Massillon là một thành phố thuộc quận Stark, tiểu bang Ohio, Hoa Kỳ. Năm 2010, dân số của thành phố này là 32149 người.

## Dân số
- Dân số năm 2000: 31325 người.
- Dân số năm 2010: 32149 người.